# Oldenbergiella seticerca
Oldenbergiella seticerca är en tvåvingeart som beskrevs av Papp 1980. Oldenbergiella seticerca ingår i släktet Oldenbergiella och familjen myllflugor.
Artens utbredningsområde är Ungern. Inga underarter finns listade i Catalogue of Life.